# Ilomantsi
Ilomantsi este o comună din Finlanda.